# Placófono

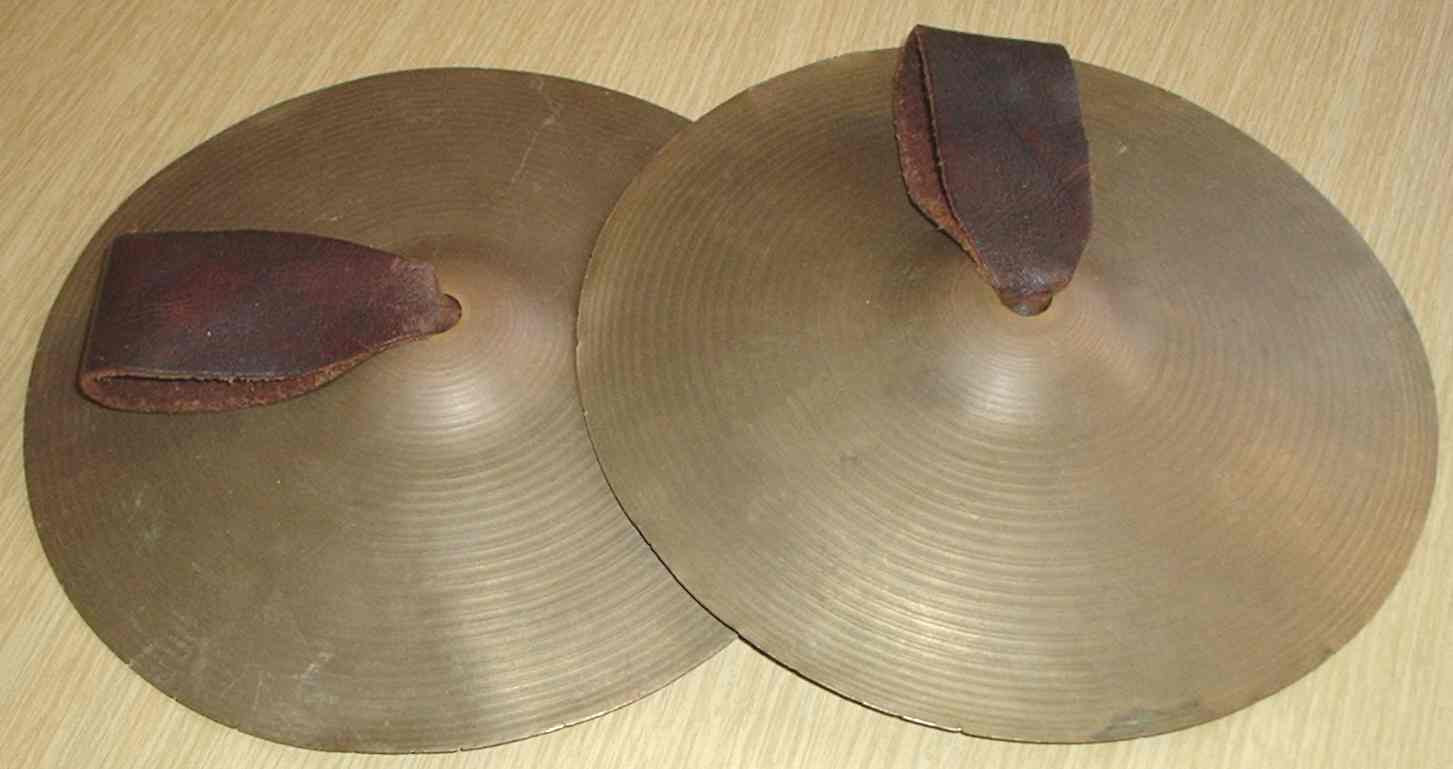
Crótalos.

Los placófonos son instrumentos de percusión, en concreto, idiófonos. 
Están concebidos como placas metálicas que, al ser golpeadas entre sí, el metal del que está hecho (con forma de plato, de ahí el nombre) vibra y produce el sonido.